# Susanna Blamire

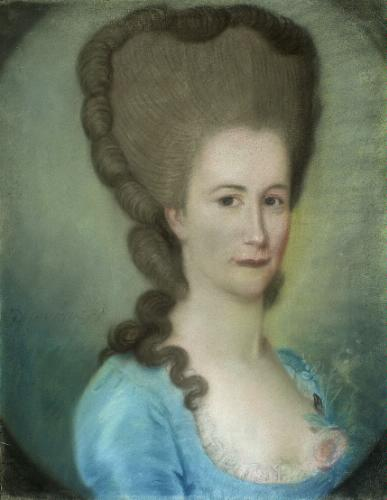
Susanna Blamire omstreeks 1777

Susanna Blamire (Cardew House (Thursby), 12 januari 1747 – Carlisle, 5 april 1794) was een Britse dichteres uit het Lake District. Zij schreef gedichten en liederen in het Engels, Schots en het dialect van Cumbria, die tijdens haar leven veelal anoniem in literaire tijdschriften werden gepubliceerd en een aanzienlijke populariteit genoten. Bijna vijftig jaar na haar dood werd haar werk voor het eerst in een boek gebundeld. Blamire werd bijwijlen de Muze van Cumberland genoemd; door de beperkte schaal waarop het circuleerde, werd haar oeuvre nooit zo befaamd als dat van William Wordsworth, maar negentiende-eeuwse literatuurcritici waren van oordeel dat haar gedichten zeker een bredere bekendheid verdienden.

## Levensloop
De meeste gegevens over het leven van Susanna Blamire werden in de jaren 30 en 40 van de negentiende eeuw vergaard door Patrick Maxwell uit Brits-Indië en zijn vriend Henry Lonsdale, die geneeskunde in Edinburgh studeerde. Zij waren beiden liefhebbers van Blamires poëzie en gingen op zoek naar alle bewaarde manuscripten van de dichteres voor hun verzamelbundel, die in 1842 in Edinburgh verscheen. Ook spraken ze met inmiddels bejaarde vrienden en verwanten die zich een halve eeuw later nog details over Blamire herinnerden.
Susanna Blamire was de jongste dochter van William Blamire en Isabella Simpson, vrije boeren die op enkele mijlen afstand van Carlisle woonden; de familie behoorde tot de yeomanry. Haar vader overleed op 7 juni 1748, haar moeder in juni 1754. Hierop verhuisde Susanna naar het landgoed Thackwood van haar welstellende tante, Mrs. Simpson. Ze liep school in het dorpsschooltje van het gehucht Raughton Head, een gemengde instelling waar het schoolgeld slechts één shilling per kwartaal bedroeg. Voor zover bekend is dit het enige formele onderwijs dat Blamire ooit genoot; het niveau van haar literaire werk, met een klassiek metrum en talrijke verwijzingen naar de antieke mythologie, suggereert echter dat ze autodidactisch veel gelezen moet hebben. Haar tante, overleden in 1785, bezat een uitgebreide bibliotheek.
Blamire leidde een weinig spectaculair bestaan. Ze is nooit gehuwd en had een zwakke gezondheid, maar in financieel opzicht had ze geen zorgen. Uit haar gedichten blijkt dat ze personeel in dienst had. Haar zuster Sarah trouwde in 1767 met de legerkolonel Graham uit Gartmore in Schotland, en Susanna verbleef geregeld op hun Schotse landgoed. Tussen haar twintigste en haar dertigste reisde ze met haar zuster en zwager naar Londen en Ierland; ook woonde ze enige tijd op Chillingham Castle in Northumberland bij het adellijke geslacht Tankerville, dat ze via haar tante Mrs. Fell had leren kennen. ’s Winters woonde ze in Carlisle. Tot haar vriendenkring behoorde tevens de familie Gilpin, afstammelingen van de theoloog Bernard Gilpin.
Rond haar dertigste levensjaar kreeg ze te kampen met reuma; ze verkeerde enkele malen in levensgevaar, waarvan de medische oorzaak niet meer te achterhalen valt. Ze correspondeerde veel met haar vrienden en kennissen in Cumberland en omgeving en ondernam wandelingen door de natuur wanneer haar gezondheid dit toeliet. Blamire schijnt een graag geziene gast op dorpsfeesten en bals te zijn geweest; ze danste en musiceerde graag en had een grote belangstelling voor het rurale leven van de gewone boerenbevolking, dat ze in menig gedicht bezong. Haar koosnaam onder de landbouwers en de lokale bevolking was Miss Sukie.
Blamire overleed in 1794 op haar zevenenveertigste en werd in Raughton Head begraven. In de Kathedraal van Carlisle hangt een paneel met informatie over haar leven.

## Werken
Blamires handschriften werden voor het grootste gedeelte bewaard door haar halfzuster, Bridget Brown, die in Newcastle upon Tyne woonde en in 1832 overleed. Susanna Blamire dichtte in eerste instantie voor haar vrienden en voor haar eigen plezier; zij heeft nooit getracht een uitgever te vinden. Omstreeks het jaar 1800 hadden sommige gedichten van Blamire een bredere bekendheid verworven nadat ze in tijdschriften als The Scots Magazine waren afgedrukt, soms in gecorrumpeerde vorm. Haar werken ‘The Nabob’, ‘The Chelsea Pensioners’ en ‘What ails this heart o' mine’ waren medio negentiende eeuw bekende gedichten. Haar vroegste gedicht dateert uit 1766 en is getiteld ‘Written in a churchyard, on seeing a number of cattle grazing in it’. Dit is geïnspireerd door ‘Elegy Written in a Country Churchyard’ van Thomas Gray.
Then what is honour?—what is wealth or fame?
Since the possessor waits the common doom!
As much rever'd we find the peasant's name
As the rich lord's, when in the levelling tomb.
Blamire was tevens vertrouwd met het werk van klassieke dichters als Matthew Prior en John Milton. De gedichten van Robert Burns lijkt ze daarentegen niet gekend te hebben. Liedteksten schreef ze dikwijls in het bos, terwijl ze zichzelf op de gitaar begeleidde. Volgens Creighton verdiende zij als schrijfster van liederen de hoogste lof. Er zijn van haar hand meer gedichten in het Schots dan in haar eigen dialect overgeleverd, zoals ‘O Jenny dear’, te zingen op de melodie van Cold and raw the north did blow:
O Jenny dear, the word is gane
That ye are unco saucy,
And that ye think this race o' men
Deserves na sic a lassie.
Troth! gin ye wait till men are made
O' something like perfection,
I fear ye'll wait till it be said—
Ye're late for your election.
In ‘Epistle to her Friends at Gartmore’ beantwoordt Blamire een brief van haar zuster die vroeg hoe het met haar ging, nu ze reeds vijf jaar bij haar tante in Thackwood woonde. Ze beschrijft in dit gedicht hoe een typische dag er voor haar uitziet:
First, then, I've brought me up my tea—
A medicine which I'd order'd me;
[...]
At eight I rise—a decent time!
But aunt would say 'tis oftener nine.
I come down stairs, the cocoa ready—
For you must know I'm turn'd fine lady,
And fancy tea gives me a pain
Where 'tis not decent to complain.
[...]
At one, the cloth is constant laid
By little Fan, our pretty maid.
Ze beschrijft hoe ze enkele pillen geeft aan de zieke dochter van een van de boerenfamilies en vervolgt:
After I've dined, maybe I read,
Or write to favourites 'cross the Tweed;
Then work till tea, then walk again,
If it does neither snow nor rain.
[...]
I work till supper, after that
I play or sing, maybe we chat;
At ten we always go to bed,
And thus my life I've calmly led
Blamires gedichten handelen geregeld over de antieke goden, evenals de pachters en landbouwers. In politieke aangelegenheden mengde ze zich niet; haar enige politieke dichtwerk, ‘Wey, Ned, Man!’, is gebaseerd op een conversatie die ze hoorde tussen twee boeren die over mensenrechten discussieerden, waarbij de conclusie luidt dat het leven in Engeland, ondanks het verschil tussen rijk en arm, eigenlijk nog zo slecht niet is.
Het rustige, stabiele middenklasseleven van Susanna Blamire wordt eveneens weerspiegeld in haar gedichten:
I am of a temper fixed as a decree,
Resolv'd with myself to live happy and free;
With the cares of this world I am seldom perplex'd,
I am sometimes uneasy, but never quite vex'd;
I am neither too high nor too low in degree;
There are more that live worse than live better than me.
My life thus moves on amid freedom and ease,
I go where I will, and I come when I please;
I am plac'd below envy, and yet above spite;
I've judgment enough still to do myself right:
Some higher, some lower, I own there may be,
But ambition and want are both strangers to me.
When money comes in, pleas'd I live till it's gone,
I am happy when with it, contented with none;
If I spend it 'mong friends I count it but lent,
It thus goes genteelly—I never repent;
With mirth to my labour the hours sweetly pass,
Though at Saturday night I am just where I was.